# Christiane Naud
Pour les articles homonymes, voir Naud.
Christiane Naud, née Lereboullet le 3 octobre 1937 à Boulogne-Billancourt et morte le 19 janvier 2017 à Nemours, est une archiviste et historienne française.

## Biographie
Christiane Lereboullet se forme à l’École nationale des chartes, où elle obtient en 1960 le diplôme d’archiviste paléographe après avoir soutenu une thèse intitulée Recherches sur les confréries de métiers à Rouen du XIIIe au XVe siècle. 
Elle commence sa carrière d’archiviste aux Archives du département de la Seine et de la Ville de Paris, où elle est nommée conservatrice adjointe. En 1962, elle épouse Gérard Naud, également archiviste paléographe. En 1965, elle le rejoint en tant que directrice adjointe des Archives départementales de la Sarthe. Durant une vingtaine d’années, ils dirigent ensemble cette institution et élaborent une méthode d’analyse archivistique pour les archives contemporaines, qu’ils présentent dans l’article "L'analyse des archives administratives contemporaines" publié en 1981 dans La Gazette des archives. Elle rédige également trois instruments de recherche pour les Archives départementales de la Sarthe, dont le Guide des archives de la Sarthe qui paraît en 1983. Cette même année, elle est nommée directrice adjointe du Centre des archives contemporaines de Fontainebleau. En 1988, elle est promue au grade de conservateur en chef des archives. Elle prend sa retraite en même temps que son mari, le 30 juin 1995.
Tout au long de sa carrière, Christiane Naud a travaillé de pair avec Gérard Naud. Ils ont développé leur pensée archivistique ensemble et co-écrit de nombreux articles publiés dans La Gazette des archives.

## Contribution intellectuelle
La pensée archivistique de Christiane Naud s’inscrit dans la lignée de celle d’Yves Pérotin qui prône, dans les années 1960, un traitement scientifique des archives contemporaines à l’égal de celui des archives médiévales. Dès ses débuts en tant que conservatrice, elle s’intéresse à la manière d’analyser les archives contemporaines, notamment administratives, en s’inspirant de la diplomatique. En arrivant aux Archives départementales de la Sarthe, l’archiviste apporte son expérience en termes de solutions pour traiter les archives contemporaines. Les Naud proposent alors d’inclure une nouvelle étape dans le traitement de ces archives qui est l’analyse archivistique. Présentée dans l’article "L'analyse des archives administratives contemporaines", cette méthode consiste à décrire, pour chaque article, le service versant, l'auteur ou l'agent de l'action administrative, l'action, son objet, sa date et sa localisation puis les éléments se rapportant à la forme matérielle de l'article. Grâce à cette grille descriptive, les Naud livrent un outil qui permet de faciliter l'inventaire des archives contemporaines avant leur classement.
Christiane Naud accorde également une grande importance au développement d'outils pédagogiques, tant pour les archivistes que pour les usagers des services d'archives.
Cette volonté se retrouve dans le travail d'informatisation des instruments de recherche qu'elle mène au Centre des archives contemporaines. À Fontainebleau, les Naud reprennent la méthode de l'analyse archivistique pour l'adapter aux importants versements qu'ils reçoivent. Pour cela, ils initient Priam 3, une base de données accessible permettant d'accéder à l'ensemble des versements conservés. Y sont présents les sommaires des fonds qui sont indexés par des mots-clés, répartis dans différents champs, dans le but d'optimiser la recherche. Ce travail sur le traitement informatique des archives mène aux premières réflexions sur la norme ISAD(G).
L'intérêt de Christiane Naud pour l'informatique se manifeste également dans l'élaboration d'instruments de recherche analytiques. Dans l'article "L'édition des instruments de recherche de fonds contemporains. L'apport de l'informatique", co-écrit avec Isabelle Richefort, elle promeut l’utilité de l’informatique, notamment dans le cas des versements complexes, qui permet de reconstituer intellectuellement des fonds.
Le travail des Naud, tant théorique que pratique, a permis de faire avancer l’archivistique contemporaine en initiant notamment l’analyse archivistique. Ils ont également contribué au développement d’outils de traitement informatique des archives, annonciateurs des normes de description telles ISAD(G).

## Publications
- Christiane Naud, Guide des sources statistiques aux Archives de la Sarthe : pour la période 1800-1940, Le Mans, Archives départementales de la Sarthe, 1982, 538 p.
- Gérard Naud et Christiane Naud, Guide des archives de la Sarthe, Le Mans, Archives départementales de la Sarthe, 1983, 423 p.
- Christiane Naud et Michel Termeau, Répertoire numérique : travaux publics et transports en Sarthe : (1800-1940)..Série S, Le Mans, Conseil général de la Sarthe, 1990, 306 p.

## Distinctions
- 1981: Chevalier des Arts et des Lettres[16]